# Trzepak

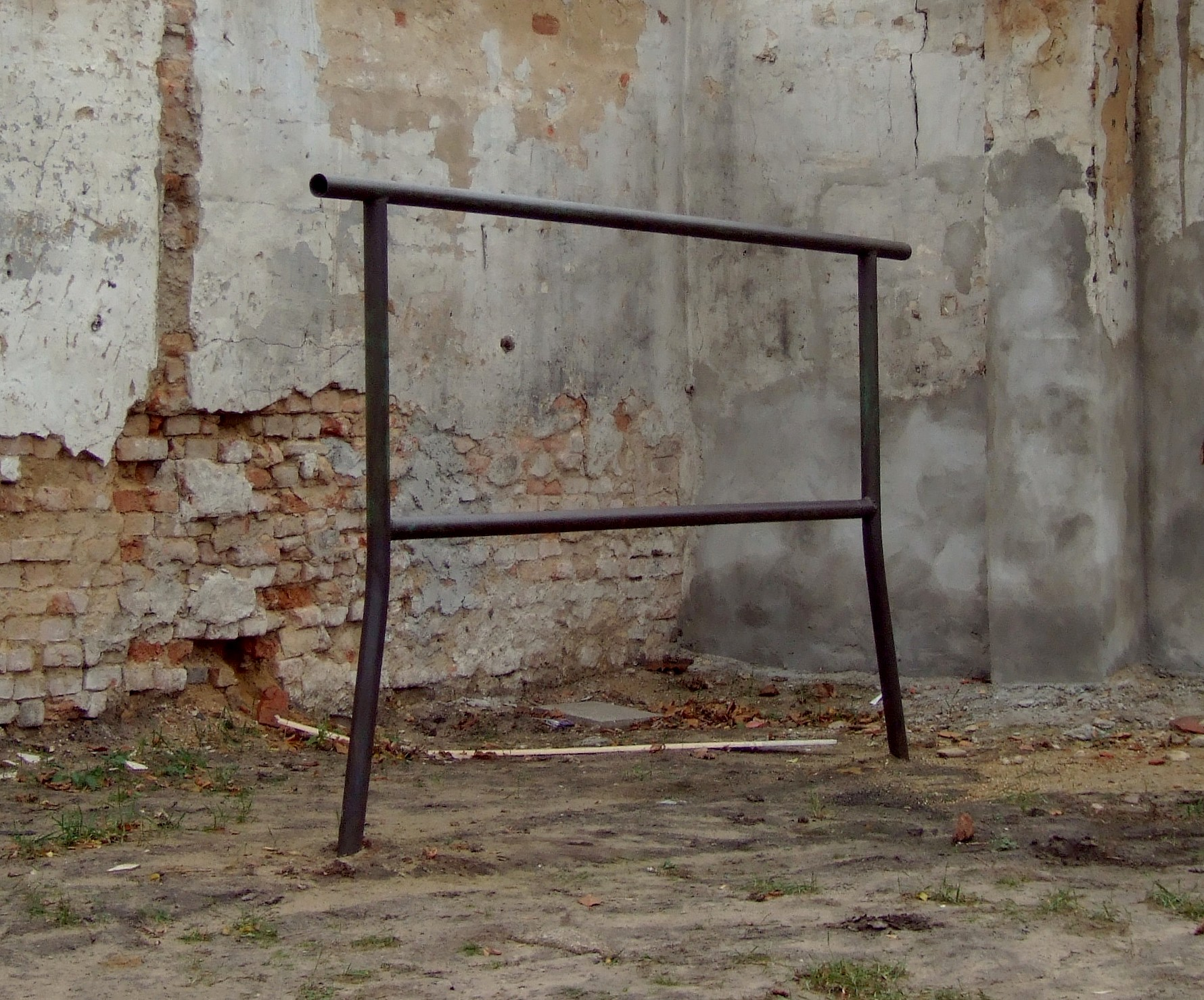
Trzepak metalowy

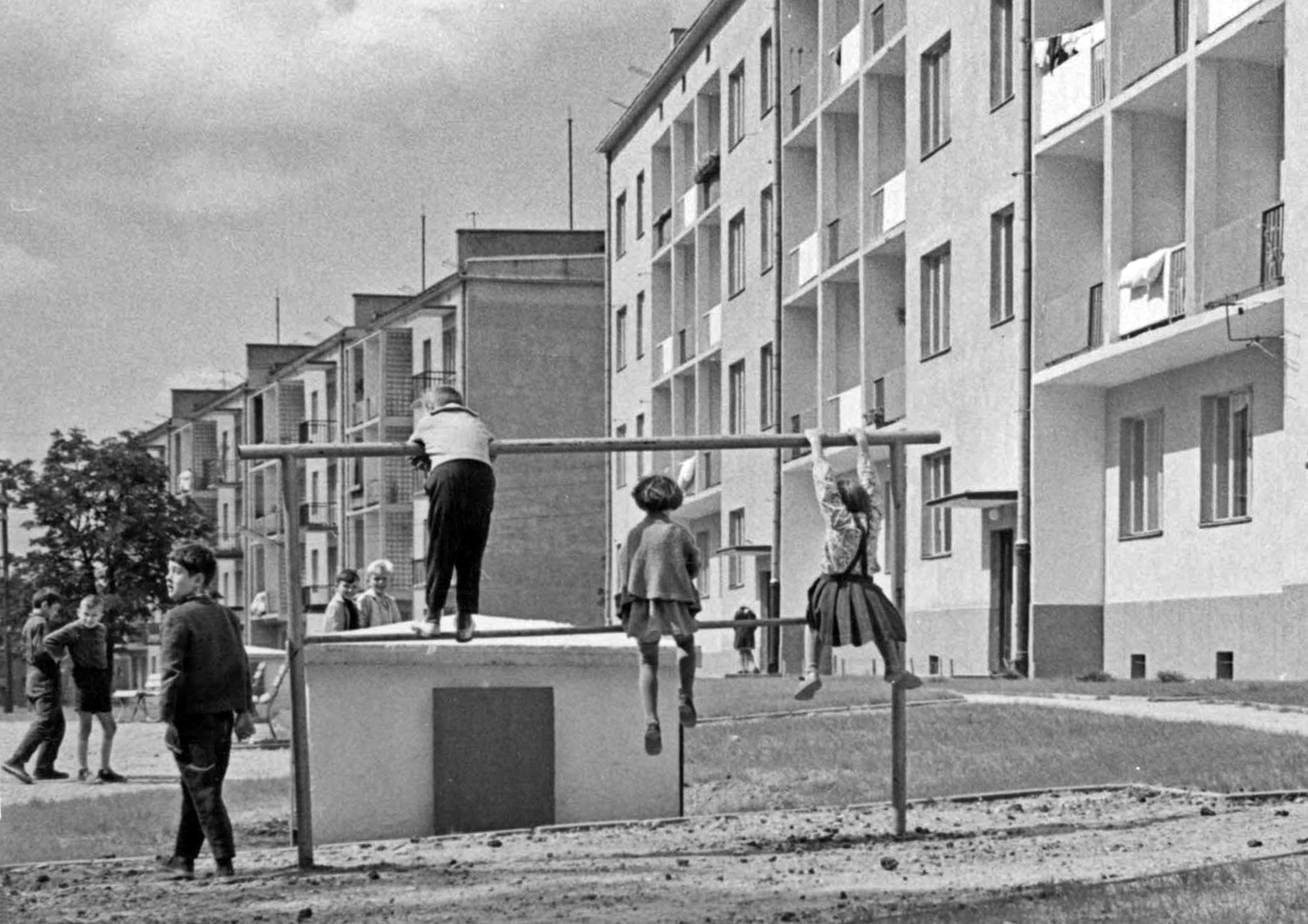
Dzieci bawiące się na trzepaku, osiedle w Łodzi, lata 50.–60. XX wieku. Fot. Ignacy Płażewski

Trzepak – przyrząd lub urządzenie pomagające w zasadniczy sposób w trzepaniu dywanów, szczególnie popularne przed upowszechnieniem się odkurzaczy. Zbudowane jako usztywniona rama, najczęściej z rur stalowych, mocowana do podłoża na stałe lub do ściany za pomocą uchwytów umożliwiających obrót trzepaka na ścianę lub prostopadle do niej.
Trzepak najczęściej wyposażony jest w dwie równoległe, poziome poprzeczki, umieszczone na różnej wysokości, górna zazwyczaj w okolicach 2 m nad powierzchnią ziemi. Na osiedlach bloków wielorodzinnych trzepakom towarzyszą zazwyczaj ławeczki do układania wytrzepanych dywanów.
Niegdyś trzepak był obowiązkowym elementem wyposażenia każdego podwórka. W nowo powstających inwestycjach mieszkaniowych odchodzi się jednak od instalowania trzepaków, głównie z powodu ich uciążliwości dla osób mieszkających najbliżej tych konstrukcji, narzekających na konieczność częstego mycia szyb i przyspieszonego kurzenia się pomieszczeń.

## Inne zastosowania
Ze względu na wytrzymałą budowę i nieraz ciekawą konstrukcję, często wykorzystywany przez dzieci jako element zabaw podwórkowych. Do ulubionych zabaw dzieci na trzepaku należały wszelkie ewolucje akrobatyczne. Uprawiano jednak i bardziej wymyślne zabawy, szczególnie na większych podwórkach dużych osiedli mieszkaniowych budowanych z wielkiej płyty, gdzie trzepaki miały nieraz dużą, łamaną, wielomodułową konstrukcję. Taką zabawą była np. gra „w ślepca”, polegająca na tym, że po odpowiednio dużej konstrukcji poruszali się uczestnicy gry starający się uniknąć kontaktu dotykowego z głównym graczem mającym zasłonięte oczy. Nowym „ślepcem” zostawała ta osoba, którą dotychczasowy „ślepiec” dotknął, lub która dotknęła ziemi.
Często stanowił również bramkę do gry w piłkę, na podwórkach w pobliżu których nie znajdowały się boiska.
Na wielu podwórkach, zarówno dużych blokowisk, jak i typowych kamienic, trzepak był nie tylko jedyną atrakcją dla dzieci, ale i ważnym elementem integrującym społeczności lokalne. Często to właśnie wokół niego koncentrowało się całe życie towarzyskie mieszkańców. Młodzież często przeżywała właśnie pod trzepakiem swoje pierwsze miłości, randki i pocałunki. Również dla dorosłych trzepak był często głównym miejscem spotkań, ot choćby dlatego, że znajdowała się przy nim jedyna na podwórku ławeczka, na której można było przysiąść lub postawić siatki z zakupami i porozmawiać z sąsiadami.

## Nawiązania
Socjologiczna rola trzepaka stała się również źródłosłowem nazwy osiedlowych sieci komputerowych, budowanych przez amatorów – zwanych sieciami trzepakowymi, bądź po prostu trzepakami.
Trzepak znalazł miejsce w wielu polskich (i nie tylko) filmach. Czołowym przykładem w polskiej kinematografii jest serial „Czterdziestolatek”, gdzie praktycznie w każdym odcinku pojawia się epizod z tym elementem tzw. małej architektury.